# Kreis Faido
Der Kreis Faido bildet zusammen mit den Kreisen Airolo, Giornico und Quinto den Bezirk Leventina des Kantons Tessin in der Schweiz. Der Sitz des Kreisamtes ist in Faido.

## Gemeinden
Mit der Fusion der ehemaligen Gemeinden Anzonico, Cavagnago und Sobrio, die vom Kreis Giornico übertraten, wurde der Kreis um die drei genannten Gemeinden vergrössert und besteht nur noch aus der einzigen Fusionsgemeinde Faido:
| Wappen | Name der Gemeinde | Einwohner (Dez. 2018) | Fläche in km² | BFS-Nr |
| ------ | ----------------- | --------------------- | ------------- | ------ |
| Faido  | Faido             | 2753                  | 132,58        | 5072   |